# 交響曲第1番 (ボロディン)
交響曲第1番変ホ長調は、アレクサンドル・ボロディンが1862年から1867年にかけて作曲した交響曲。ミリイ・バラキレフに献呈された。

## 概要
ロシア国民楽派らしい力強さや美しい旋律を持つ一方、シューマンの影響が少なからず表れている。第2番と比較すると印象は薄いが、いわゆる習作ではなく、十分な完成度を持った作品である。

## 構成
第1楽章 アダージョ - アレグロ - アンダンティーノ
変ホ短調の重々しい序奏から一転して変ホ長調の力強い主部に入る。対位法やオスティナートが効果的に用いられる。自由なソナタ形式。
第2楽章 スケルツォ（プレスティッシモ） - トリオ（アレグロ）
変ホ長調の軽快なスケルツォとロ長調の牧歌的なトリオから成る複合三部形式。
第3楽章 アンダンテ
ニ長調。チェロとオーボエを中心に幻想的な旋律が奏でられる。
第4楽章 アレグロ・モルト・ヴィーヴォ
力強い第1主題が変ホ長調で、半音階を多用した粘りのあるロシア的な第2主題が変ロ長調で提示され、これらが様々に展開された後、提示部とはかなり異なる形で、展開部の要素を交えて再現され、コーダではテンポを上げて終結する。自由なソナタ形式。

## 演奏
1868年2月24日にバラキレフの指揮により初演された。ただし、これはロシア音楽協会の内輪な私演であり、公開初演は、1869年1月4日、やはりバラキレフの指揮で行われた。その後リストの力添えによってヨーロッパ各地で演奏されたが、大衆の人気を得るには至らず、現在に至るまで演奏機会は多くない。日本での知名度も低く、生演奏を聴くのは困難だが、録音はウラディーミル・アシュケナージ指揮ロイヤル・フィルハーモニー管弦楽団やヴァレリー・ゲルギエフ指揮ロッテルダム・フィルハーモニー管弦楽団のものが比較的容易に入手できる。この録音の演奏時間は約37分である。

## 編成
フルート2、オーボエ2（イングリッシュホルン持ち替え1）、クラリネット2、ファゴット2、ホルン4、トランペット2、トロンボーン3、ティンパニ、弦五部